# Durge
Durge es un personaje ficticio de la serie de películas La Guerra de las Galaxias.
Este ser de la especie de los Gen'Dai, nació 2 mil años antes de la caída de la República Galáctica. Aunque teniendo una apariencia humanoide, su especie podía vivir más de 4 mil años y regenerarse a la pérdida de miembros u órganos. Dentro la gruesa armadura de Durge, estaba su verdadero cuerpo; una red de conductos nerviosos que podían comprimirse en la forma de un ser humanoide.
Durge rompió el paradígma de su especie, era un ser violento y amante del derramamiento de sangre. Tal aspecto contrastaba mucho con su escasa especie que gustaba de evitar conflictos. Durge se convirtió con el paso del tiempo en un excelente Caza-Recompensas y un formidable asesino. Fue contratado para destruir a los Mandalorianos unos 900 años antes de las Guerras Clon (Clone Wars) y fue capturado. Tras ser torturado con armas químicas y de tecnología desconocida, le infringieron un terrible dolor que lo afectó por centurias, sin permitirle morir.
Durante las Guerras Clon, se enfrentó a Obi-Wan Kenobi en el planeta Muunilinst y fue derrotado en varias oportunidades, pero siempre quedó regenerándose y listo para un nuevo combate. Finalmente Obi-Wan Kenobi lo derrota haciendo explotar su cuerpo desde adentro con la fuerza, pero Durge sobrevivió y un tiempo después se encontró con Anakin Skywalker y peleó contra él hasta que Anakin lo tiro hasta una estrella donde Durge encontró su final.
- Datos: Q3041572